# غوردون شتاين
غوردون شتاين (بالإنجليزية: Gordon Stein)‏ هو عالم وظائف الأعضاء أمريكي، ولد في 30 أبريل 1941، وتوفي في 27 أغسطس 1996.